# District de Mwanza
Le district de Mwanza est un district du sud du Malawi.